# Ringgebirge
Als Ringgebirge bezeichnet man einen großen Mondkrater mit einem Durchmesser zwischen 60 km und etwa 150 km. Der namensgebende "Ring" (Kraterrand bzw. Kraterwall) eines solchen Gebirges entsteht beim Einschlag eines interplanetaren Kleinkörpers als Auswurf des stark komprimierten Materials. Das Gestein der Ringgebirge bezeichnet man als Lunarit.

## Ringförmige Strukturen durch Asteroiden-Einschläge
Die Relativgeschwindigkeit von Meteoroiden bzw. Asteroiden beträgt 10 bis 70 Kilometer pro Sekunde (30- bis 200-fache irdische Schallgeschwindigkeit). Beim Aufprall dringt der Impaktor innerhalb einiger Millisekunden bis zu 100 Meter ins Gestein ein. In diesem kurzen Moment wird seine gesamte kinetische Energie freigesetzt. Das umliegende Material wird kegelförmig weggesprengt; am Rand der gebildeten Senke formt ein Teil davon den Kraterwall.

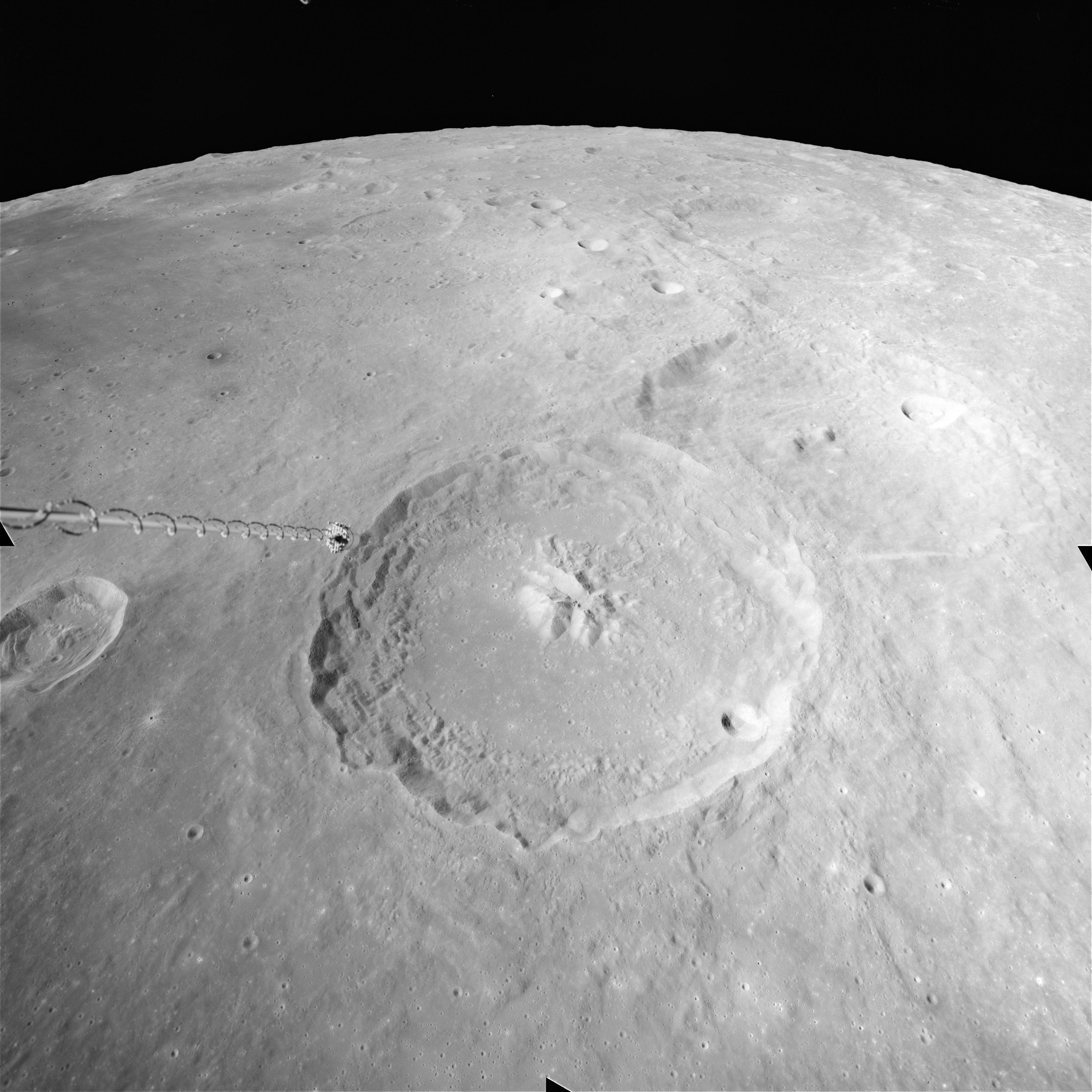
Mondkrater Theophilus (Apollo 16, NASA)

Wenn ein großes Objekt oder eines mit sehr hoher Geschwindigkeit einschlägt, "federt die Oberfläche zurück" und bildet einen Zentralberg. Beim Fall einer Kugel ins Wasser geschieht ähnliches: ein Tropfen springt in der Mitte hoch. Die Neigung der inneren Wallhänge liegt bei 20–30°, die der äußeren ist 2- bis 3-mal flacher. Beides hängt vom Material des Asteroiden und des Mondbodens ab sowie von der Geschwindigkeit und dem Winkel des Aufpralls.
Der rechts abgebildete Mondkrater Theophilus ist eine 105 km große kreisförmige Senke im Boden des Erdmondes nahe der sichtbaren Mondmitte und entstand vor etwa 2 Mrd. Jahren. Er hat eine Wallhöhe von fast 7 km. Die terrassenförmig abgestuften Innenhänge machen ihn zu einem der schönsten Objekte auf dem Mond. Von dieser Größe hat der Mond mehrere Dutzend; breitere Krater (bis 300 km) werden als Wallebenen klassifiziert.